# Pelodytes caucasicus
El sapillo moteado del Caucaso (Pelodytes caucasicus) es una especie de anuro de la familia Pelodytidae.

## Distribución
Se encuentra en Azerbaiyán, Georgia, Rusia, Turquía, y posiblemente Armenia.
Su hábitat natural son los bosques y praderas templados, ríos, arroyos y lagos de agua dulce. Se encuentra amenazada por la pérdida de su hábitat.

## Publicación original
- Boulenger, 1896 : Descriptions of new batrachians in the British Museum. Annals and Magazine of Natural History, ser. 6, vol. 17, p. 401-406 (texto íntegro).